# 정선 백복령 카르스트지대
정선 백복령 카르스트 지대(旌善 白茯嶺 카르스트 地帶, Karst of Baekbokryeong Pass)는 대한민국 강원특별자치도 정선군 임계면 직원리의 백복령 부근 조선 누층군 풍촌 석회암층에 발달하는 석회암 카르스트 지형이다. 강원고생대국가지질공원의 지질유산이며 2004년 4월 9일 대한민국의 천연기념물 제440호로 지정되었다.

## 개요
한반도의 캄브리아기-오르도비스기의 조선 누층군의 석회암 지대에는 카르스트 지형이 발달한다. 조선 누층군의 풍촌 석회암층 대기층에 발달하는 백복령 카르스트 지대는 대표적인 카르스트 지형으로 백두대간 상에 놓여 있어 큰 의미를 갖는다. 이곳에는 카르스트 지형의 특징 중 하나인 돌리네와 폴리에가 분포한다. 대부분의 돌리네는 대체로 넓이에 비해서 깊이가 아주 얕은 형태이며, 폭은 수 m를 갖는 작은 규모로부터 수십여 m에 달하는 것까지 발달된다.
특히 임계면 가목리 북쪽 능선 주위에는 50여개의 크고 작은 돌리네가 있다. 이 지역에 발달한 돌리네를 비롯한 카르스트 지대의 영향으로 지하에 스며든 유수나 빗물들은 산계리 지역으로 흘러나와 계곡수 또는 용천수와 같은 샘물을 이루는 것으로 추정된다. 백복령 일대는 다른 카르스트 지대와 달리 경작지로 이용되기보다는 식생으로 덮혀 있다. 그러나 부근에 석회석 광산이 성업 중에 있어 이 지역이 훼손될 우려가 있다. 백복령 카르스트 지대는 지질학적 특징이 일정한 면적에 집중적으로 발달하고 있어 학술적 가치뿐 만 아니라 자연학습장으로서 가치도 높다.

## 같이 보기
- 정선군의 지질
- 조선 누층군 풍촌 석회암층
- 카르스트 지형
- 백복령

## 참고 자료
- 정선 백복령 카르스트지대 - 국가유산청 국가유산포털